# Marmolada
Marmolada je ime za planinsku skupinu u istočnom dijelu Alpa, a najviši je vrh Penia s 3342 m koji je dio planinskog masiva Dolomita. Bio je poprište velikih borbi u Prvom svjetskom ratu između 1915. i 1917. godine.